# Edmund Kean
Edmund Kean, também conhecido como Kean o Velho (Kean the Elder no inglês) para distingui-lo de seu filho Charles, (Londres, 4 de novembro de 1787 – Richmond upon Thames, 15 de maio de 1833) foi um ator inglês, reputado como o maior do seu tempo, especialmente em tragédias. Ele era ator desde os 15 anos e alcançou fama repentina em 1814, aos 26 anos, por sua atuação como Shylock no Mercador de Veneza, de Shakespeare. Ele estrelou turnês teatrais pelos Estados Unidos em 1820 e novamente em 1825.
Ele começou sua carreira como ator quando o estilo de atuação predominante, artificial e declamatório, foi exemplificado pelo rival de Kean, John Philip Kemble. Kean foi pioneiro em um tipo de atuação emocionalmente expressiva que substituiu o antigo estilo, enquanto ele próprio substituiu Kemble como o principal ator inglês da época.
O poeta Samuel Taylor Coleridge disse que vê-lo atuar "é como ler Shakespeare a clarões de relâmpago."
Ele era o pai do ator Charles John Kean, que foi um ator e empresário teatral de sucesso na Inglaterra e nos EUA, e uma diretor importante na Inglaterra na década de 1850.

## Kean na cultura posterior
Alexandre Dumas escreveu uma peça sobre ele chamada Kean, que estreou em Paris em 1836. Uma versão da peça de Dumas por Jean-Paul Sartre foi encenada pela primeira vez em 1953.
No romance Huckleberry Finn de Mark Twain, ambientado na década de 1840, os dois vigaristas chamados o Duque e o Rei arrecadam dinheiro para uma suposta peça na qual o Rei é anunciado como "Edmund Kean, o Velho" e o duque como "David Garrick, o Jovem"; o verdadeiro Kean morreu em 1833 e o ator Garrick em 1779.
Na terceira temporada da série de comédia britânica Blackadder em 1987, um dos personagens do episódio "Sense and Senility" era um ator com o nome David Keanrick, que combina os nomes de Kean e David Garrick.
A citação "Morrer é fácil, a comédia é difícil" ("Dying is easy, comedy is hard") é frequentemente atribuída a ele (inclusive por Peter O'Toole), embora não haja evidências concretas disso e também seja atribuída a outros.